# Deschide ochii (serial)
Deschide ochii (în poloneză Otwórz oczy) este un serial TV polonez thriller supranatural creat de Netflix, bazat pe romanul Druga szansa din 2013 al scriitoarei Katarzyna Berenika Miszczuk. Rolurile principale au fost interpretate de actorii Maria Wawreniuk, Ignacy Liss și Michał Sikorski.

## Rezumat
Julia se trezește într-un centru de tratament pentru amnezie după ce și-a pierdut familia într-un incendiu teribil. Ea începe să construiască relații cu alți pacienți din centru care au suferit traume similare. Unul dintre aceștia este Adam, cu care începe să se împrietenească. Julia începe să aibă vise și viziuni ciudate și începe treptat să pună la îndoială natura locului în care se află închisă. Ea încearcă să evadeze din instituție pentru a descoperi adevărul.

## Distribuție și personaje
- Maria Wawreniuk - Julia
  - Magdalena Budzowska - tânăra Julia
- Ignacy Liss - Adam
- Michal Sikorski - Pawel
- Wojciech Dolatowski - Szymon
- Klaudia Koscista - Iza
- Zuzanna Galewicz - Milena
- Marta Nieradkiewicz - Dr. Zofia Morulska
- Sara Celler-Jezierska - Magda
- Marcin Czarnik - Piotr
- Martyna Nowakowska - Anielka
- Lukasz Nowicki - vocea Cubului negru